# 54 Alexandra
54 Alexandra este un asteroid din centura principală, descoperit pe 10 septembrie 1858, de Hermann Goldschmidt.